# Localisme (syndicalisme)
Pour les articles homonymes, voir localisme.
Le localisme désigne à partir de 1880 les membres de syndicats corporatistes locaux en Allemagne, des professions comme les maçons, les menuisiers et des métiers qualifiés, comme les orfèvres et les fabricants d'instruments de musique. Ces groupes participent du mouvement ouvrier. Ils rejettent une organisation centralisée et veulent choisir leurs actions dans l'autonomie. Elles agissent les unes avec les autres au moyen de délégués. En 1901, elles se réunissent sous le nom d’Association Libre des Syndicats Allemands (Freie Vereinigung deutscher Gewerkschaften ou FVdG en allemand). Au début de la Première Guerre mondiale, les localistes sont interdits en raison de leur agitation antimilitariste.
Après la guerre, les localistes se réorganisent. En 1919, presque tous ces groupes se reforment, en particulier en Rhénanie et en Westphalie. Quant à l'orientation, rien n'est encore déterminé : l'objectif était d'aboutir à une "dictature du prolétariat par les conseils" et à une socialisation générale des moyens de production. La même année, la création du Parti communiste d'Allemagne (KPD) suscite l'enthousiasme de militants antiparlementaires voulant d'un parti politique. Ils sont exclus durant l'été 1919.
Un congrès a lieu à Berlin fin 1919 pour éclaircir toutes les questions théoriques et d'organisation. Les 109 délégués présents représentant 111 675 membres décident d'une nouvelle organisation : l'Union Libre des Travailleurs Allemands (Freie Arbeiter-Union Deutschlands (FAUD)).